# Йосиповка (Черновицкая область)
Йосиповка (укр. Йосипівка) — село в Кострижевской поселковой общине Черновицкого района Черновицкой области Украины.
Население по переписи 2001 года составляло 204 человека. Почтовый индекс — 59413. Телефонный код — 3737. Код КОАТУУ — 7321584902.

## История
В 1946 г. Указом ПВС УССР хутор Юзефовка переименован в Йосиповку.
До 2020 года входило в Заставновский район